# Convento de San Agustín (Mansilla de las Mulas)

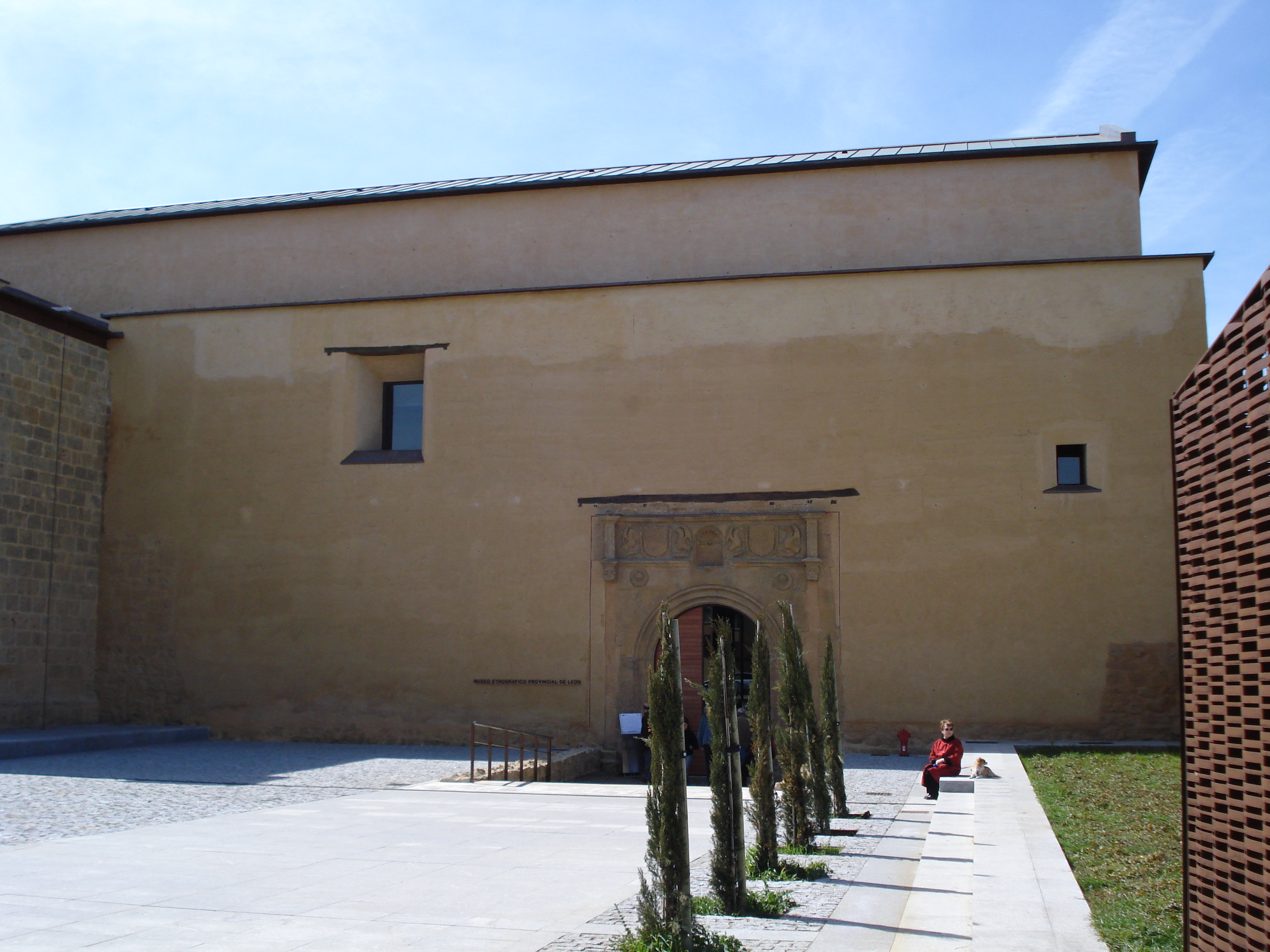
Fachada principal

El Convento de San Agustín era un convento situado en Mansilla de las Mulas, en la provincia de León. Sus ruinas se han recuperado para albergar el Museo de los Pueblos Leoneses.

## Historia
En 1439 el almirante Fadrique Enríquez funda el convento. En 1577 es enterrado en la capilla adosada a la iglesia Fernando de Acuña, señor de Villafañe. En 1788 las cofradías de San Adrián y San Blas financian una Cátedra de Gramática, Filosofía, Teología y Latín en el convento. El monasterio fue incendiado en 1808, presumiblemente por los franceses, durante la Guerra de la Independencia.

## Restos actuales
Se conservan varios elementos del convento, todos ellos integrados en el actual museo:
- La fachada principal, construida en tapial, con una puerta realizada en piedra y arco de medio punto. En la puerta están talladas dos pares de águilas que sujetan en sus cuellos los escudos de los Almirantes de Castilla.
- La capilla de los Villafañe, construida en piedra y de estilo renacentista. Se atribuye al taller de Juan de Badajoz, el joven. La bóveda está decorada con conchas veneras con la Cruz de Santiago y relieves de San Agustín y otros santos.
- Los suelos de enchinarrado de los pandos del patio central del monasterio, realizados formando figuras geométricas.
- Datos: Q5785676